# لبنان في الألعاب الأولمبية الصيفية 2024
يشارك لبنان في دورة الألعاب الأولمبية الصيفية 2024 المنعقدة في باريس بفرنسا من الفترة 26 يوليو إلى 11 أغسطس 2024. وهي المشاركة التاسعة عشرة للوفد اللبناني في دورة الألعاب الأولمبية الصيفية .

## المنافسين
قائمة بالرياضات وعدد اللاعبين المشاركين في الألعاب.
| رياضة       | رجال | سيدات | المجموع |
| ----------- | ---- | ----- | ------- |
| ألعاب القوى | 1    | 0     | 1       |
| المبارزة    | 1    | 0     | 1       |
| الجودو      | 1    | 0     | 1       |
| الرماية     | 0    | 1     | 1       |
| السباحة     | 1    | 1     | 2       |
| كرة طاولة   | 0    | 1     | 1       |
| التايكوندو  | 0    | 1     | 1       |
| كرة المضرب  | 2    | 0     | 2       |
| المجموع     | 6    | 4     | 10      |

## ألعاب القوى
أرسل لبنان عداءًا واحدًا للمنافسة في دورة الألعاب الأولمبية الصيفية 2024. 
تتبع الأحداث
| رياضي          | حدث       | المجموعات | المجموعات | الإعادة | الإعادة | نصف النهائي | نصف النهائي | النهائي | النهائي |
| رياضي          | حدث       | نتيجة     | رتبة      | نتيجة   | رتبة    | نتيجة       | رتبة        | نتيجة   | رتبة    |
| -------------- | --------- | --------- | --------- | ------- | ------- | ----------- | ----------- | ------- | ------- |
| نور الدين حديد | 100م رجال |           |           |         |         |             |             |         |         |

## المبارزة
للمرة الأولى منذ عام 2016، يشارك لبنان بمبارز واحد في المنافسة الأولمبية. وذلك من خلال اللاعب فيليب واكيم بعد حصوله على حصص الدعوة الثلاثية لحدث فردي سيف الشيش للرجال.
| رياضي       | الحدث            | دور الـ 64    | دور الـ 32    | دور الـ 16    | ربع النهائي   | نصف النهائي   | النهائي / BM  | النهائي / BM |
| رياضي       | الحدث            | الخصم النتيجة | الخصم النتيجة | الخصم النتيجة | الخصم النتيجة | الخصم النتيجة | الخصم النتيجة | الرتبة       |
| ----------- | ---------------- | ------------- | ------------- | ------------- | ------------- | ------------- | ------------- | ------------ |
| فيليب واكيم | سيف الشبش الرجال |               |               |               |               |               |               |              |

## الجودو
يمثل لبنان لاعب جودو واحد. حيث تأهل كارامنوب ساجايبوف (الوزن المتوسط للرجال، 90 كجم) عبر الحصص القارية على أساس تصنيف النقاط الأولمبية.
| رياضي            | حدث           | دور الـ64   | دور الـ32   | دور الـ16   | الدور ربع النهائي | الدور نصف النهائي | الإعادة     | نهائي / BM  | نهائي / BM |
| رياضي            | حدث           | الخصم نتيجة | الخصم نتيجة | الخصم نتيجة | الخصم نتيجة       | الخصم نتيجة       | الخصم نتيجة | الخصم نتيجة | رتبة       |
| ---------------- | ------------- | ----------- | ----------- | ----------- | ----------------- | ----------------- | ----------- | ----------- | ---------- |
| كارامنوب ساجيبوف | رجال – 90 كجم |             |             |             |                   |                   |             |             |            |

## الرماية
استحقت رامية الحفرة اللبنانية راي باسيل مكانًا في المنافسات بفضل أفضل نتيجة اضابتها في بطولة آسيا للرماية 2023 .   
| رياضي     | حدث            | التصفيات | التصفيات | النهائي | النهائي |
| رياضي     | حدث            | نقاط     | رتبة     | نقاط    | رتبة    |
| --------- | -------------- | -------- | -------- | ------- | ------- |
| راي باسيل | الحفرة للسيدات |          |          |         |         |

## السباحة
تلقى لبنان دعوة عالمية من World Aquatics لإرسال سباحين من أفضل السباحين (واحد لكل جنس) في الأحداث الفردية الخاصة بهم إلى الأولمبياد، بناءً على نظام نقاط FINA الصادر في 23 يونيو 2024.
| رياضي         | حدث                 | المجموعات | المجموعات | نصف النهائي | نصف النهائي | النهائي | النهائي |
| رياضي         | حدث                 | وقت       | رتبة      | وقت         | رتبة        | وقت     | رتبة    |
| ------------- | ------------------- | --------- | --------- | ----------- | ----------- | ------- | ------- |
| سيمون الدويهي | 100م حرة رجال       |           |           |             |             |         |         |
| لين الحاج     | - 100 متر ظهر سيدات |           |           |             |             |         |         |

## كرة الطاولة
يشارك لبنان برياضية واحدة في فردي السيدات. من خلال ماريانا سهاكيان التي ضمنت مكانها في الألعاب بفوزها بالميدالية الذهبية في فردي السيدات في بطولة تصفيات غرب آسيا 2024 في السليمانية بالعراق.
| رياضي            | حدث        | تمهيدي      | الجولة 1    | الجولة 2    | الجولة 3    | دور الـ16   | الدور ربع النهائي | الدور نصف النهائي | نهائي / BM  | نهائي / BM |
| رياضي            | حدث        | الخصم نتيجة | الخصم نتيجة | الخصم نتيجة | الخصم نتيجة | الخصم نتيجة | الخصم نتيجة       | الخصم نتيجة       | الخصم نتيجة | رتبة       |
| ---------------- | ---------- | ----------- | ----------- | ----------- | ----------- | ----------- | ----------------- | ----------------- | ----------- | ---------- |
| ماريانا ساهاكيان | فردي سيدات |             |             |             |             |             |                   |                   |             |            |

## التايكوندو
وللمرة الأولى منذ عام 2012، يشارك لبنان برياضية واحدة للمنافسة في الألعاب. وتأهلت ليتيسيا عون للمباريات، عقب فوزها في الدور نصف النهائي في فئتها، في تصفيات آسيا 2024 في تايآن الصينية. 
| رياضي       | حدث           | مؤهل        | دور الـ16   | الدور ربع النهائي | الدور نصف النهائي | إعادة النشر | نهائي / BM  | نهائي / BM |
| رياضي       | حدث           | الخصم نتيجة | الخصم نتيجة | الخصم نتيجة       | الخصم نتيجة       | الخصم نتيجة | الخصم نتيجة | رتبة       |
| ----------- | ------------- | ----------- | ----------- | ----------------- | ----------------- | ----------- | ----------- | ---------- |
| ليتيسيا عون | سيدات -57 كجم |             |             |                   |                   |             |             |            |

## كرة المضرب
أدخل لبنان لاعبي تنس إلى الألعاب. وسيمثل بنيامين حسن لبنان في الألعاب بحكم نتائج توزيع النقاط العالمية؛ بمناسبة ظهور البلدان لأول مرة في هذه الألعاب الرياضية.
| رياضي                 | حدث    | دور الـ64                      | دور الـ32                            | دور الـ16   | الدور ربع النهائي | الدور نصف النهائي | نهائي / م.ر | نهائي / م.ر |
| رياضي                 | حدث    | الخصم نتيجة                    | الخصم نتيجة                          | الخصم نتيجة | الخصم نتيجة       | الخصم نتيجة       | الخصم نتيجة | رتبة        |
| --------------------- | ------ | ------------------------------ | ------------------------------------ | ----------- | ----------------- | ----------------- | ----------- | ----------- |
| بنيامين حسن           | الفردي | إيوبانكس (الولايات المتحدة)    |                                      |             |                   |                   |             |             |
| هادي حبيب             | الفردي | ألكاراز (إسبانيا) · خ 3–6، 1–6 | لم يتأهل                             | لم يتأهل    | لم يتأهل          | لم يتأهل          | لم يتأهل    | لم يتأهل    |
| بنيامين حسن هادي حبيب | الزوجي | —                              | ايبدين (أستراليا) · بييرز (أستراليا) |             |                   |                   |             |             |